# رالف إس. جريكو
رالف إس. جريكو (بالإنجليزية: Ralph S. Greco)‏ هو جراح أمريكي، ولد في 25 مايو 1942 في ذا برونكس في الولايات المتحدة، وتوفي في 31 مارس 2019.